# Juignac
Juignac – miejscowość i gmina we Francji, w regionie Nowa Akwitania, w departamencie Charente.
Według danych na rok 1990 gminę zamieszkiwało 466 osób, a gęstość zaludnienia wynosiła 19 osób/km² (wśród 1467 gmin regionu Poitou-Charentes Juignac plasuje się na 576. miejscu pod względem liczby ludności, natomiast pod względem powierzchni na miejscu 268.).